# Борис Шереметев
Борис Петрович Шереметев е руски фелдмаршал (1702), взел участие във Великата северна война. Представител е на една от най-видните московски болярски фамилии, сам получил болярски сан през 1682 г. Той е първият граф на Русия (1706).

## Биография
Роден е на 25 април 1652 година в Москва, Руско царство. От 1679 г. започва военна кариера, участва във външната политика на Москва, особено спрямо Османската империя. През 1686 г. оглавява посолството до Варшава за сключване на „Вечния мир“ между Русия и Полша.
През 1689 г. подкрепя Петър I в борбата му за престола и оттогава е сред най-доверените му генерали. Придобива богат опит в сражения с татарите и османците. От 1697 до 1699 г. пътешества с проучвателна цел в Западна Европа и неговите разкази се приемат с възторг от Петър I. Участва във войната от самото начало. Именно неговата кавалерия прикрива отстъплението на русите при Нарва. През 1702 г. печели победите при Ерестфер и Хумелсхоф, за което е произведен в чин фелдмаршал и е награден с ордена „Св. Андрей“.
През август 1702 г. открива Марта Скавронска, която става негова любовница, после и на Меншиков, за да се омъжи в крайна сметка за Петър I и да бъде императрица под името Екатерина I през 1725 – 1727 г.
Макар че се намира под формалното командване на Огилви, почти самостоятелно води кампаниите в Ингрия през 1703 г. и Ливония и Естония през 1704 г. През 1708 г. влиянието му е намалено наполовина от Меншиков, с когото имат фундаментални различия за начина на воденето на войната. Отнет му е елитният Преображенски полк, а през 1709 г. трябва само да предпазва тила на русите от евентуални бунтове на казаците. В битката при Полтава командва центъра, където е тежко ранен.
За вярната служба от 1700 до 1710 г. Петър I му подарява повече от 2400 крепостни селяни. През 1710 г. ръководи обсадата на Рига, през 1711 г. участва в Прутската война. Остава на бойното поле до края на 1717 г., когато на 65-годишна възраст се оттегля.
Умира на 17 февруари 1719 година в Москва на 66-годишна възраст.